# Villa mouchai
Villa mouchai är en tvåvingeart som beskrevs av Francois 1969. Villa mouchai ingår i släktet Villa och familjen svävflugor. Inga underarter finns listade i Catalogue of Life.